# 田代祭
田代祭（たしろまつり）とは、インターネット掲示板「2ちゃんねる」で田代まさしが大きな話題になった事象である。
2001年12月頃から始まり、インターネットでの投票推進運動が展開された。

## タイム誌のパーソン・オブ・ザ・イヤーへのネット投票
2001年12月9日に、田代まさしが男性の風呂場覗きにより逮捕され、同月11日には覚醒剤所持・使用により再逮捕された。田代は過去にも女性の下着の盗撮の容疑で書類送検された前歴があったため、2ちゃんねる上で大きな話題となった。
その後、「タイム」誌の「パーソン・オブ・ザ・イヤー」に田代（登録名は、Masashi Tashiro）を1位にしようと、同誌公式サイトの投票ページへの大量投票が行われた。
この投票行為は「田代祭（たしろまつり）」と呼ばれ、12月22日午後（日本時間）の時点で「Masashi Tashiro」は同ウェブサイト上の投票で1位となり、22日未明（同）には2位のウサーマ・ビン・ラーディンに約2倍の差をつける8万票余を獲得した。他にも同ウェブサイトでの投票結果には、ローマ教皇ハドリアヌス7世（Pope Hadrian VII）といった実在しない人物や、この年手首の故障で活躍できなかったMLB選手のノマー・ガルシアパーラ、さらにはナザレのイエスといった、明らかに悪ふざけと思われる人名が名を連ねる結果となった。
結果投票は打ち切られ、同年のアメリカ同時多発テロ事件でリーダーシップを発揮したルドルフ・ジュリアーニ元ニューヨーク市長が「パーソン・オブ・ザ・イヤー」に選出された。
この時に使われた多重投票用HTMLスクリプトは田代祭の名を冠し、「田代砲」と呼ばれるようになった。
なお、タイム誌「パーソン・オブ・ザ・イヤー」の公式ウェブサイトへの組織的な投票としては、1998年にプロレスラーのミック・フォーリーに大量投票された前例がある。

## その後
2009年4月1日に「ニコニコ生放送」で、西村博之と田代まさしの生対談が行われた際に、「田代祭」について、田代は8年の時を経て初めて公の場に対して自身の感想を残した。